# Coefficiente di resistenza aerodinamica

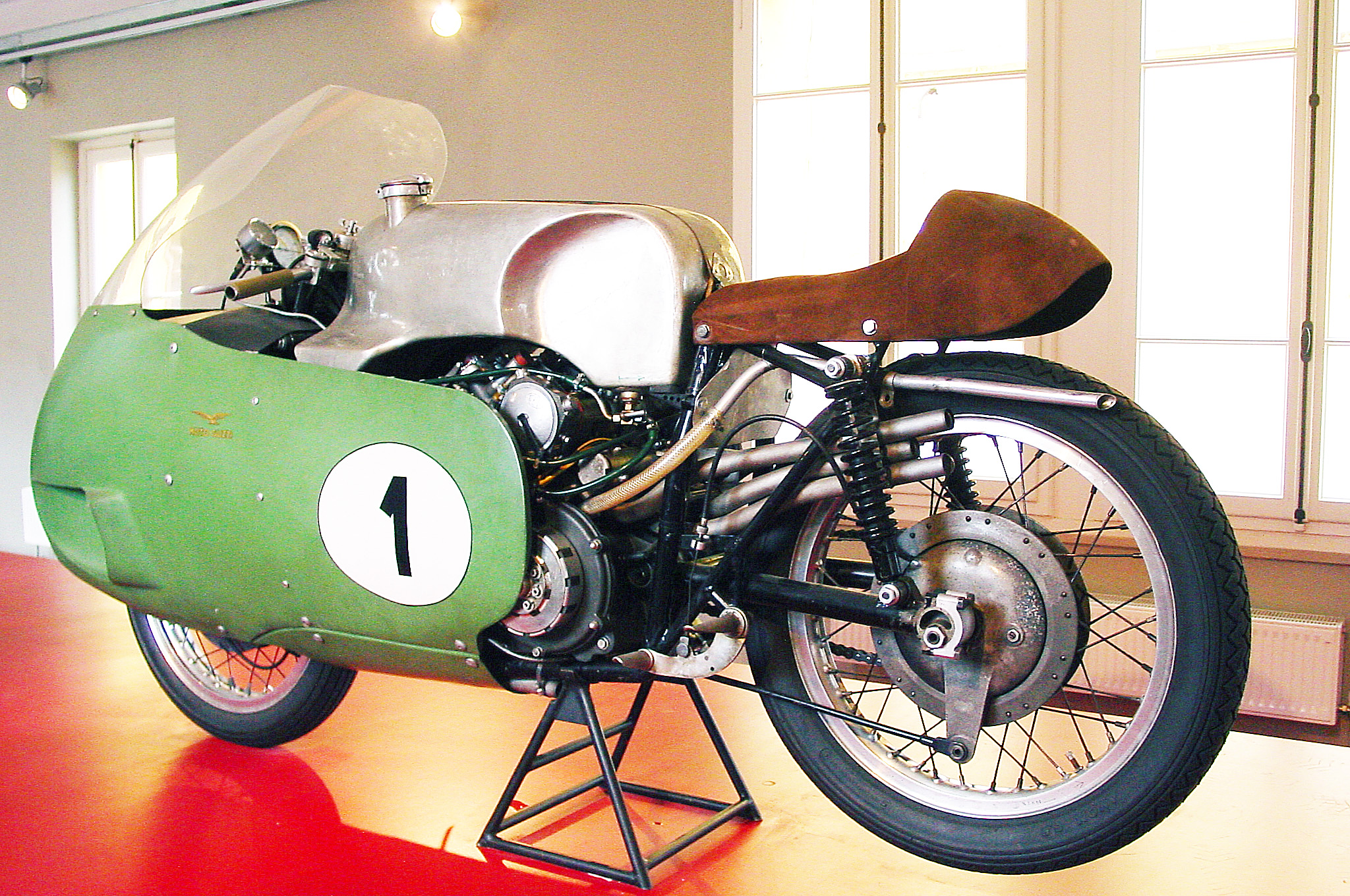
Una Moto Guzzi 8 cilindri, caratterizzata da un'estesa carenatura che ha il fine di ridurre il coefficiente di resistenza aerodinamica, che ha tra gli effetti quello di aumentare la sua velocità massima.

Il coefficiente di resistenza aerodinamica o coefficiente di penetrazione aerodinamica, anche noto con i simboli {\displaystyle C_{D}} (dall'inglese Drag) o {\displaystyle C_{x}} (asse longitudinale "X", resistenza nella direzione del movimento del veicolo) o {\displaystyle C_{w}} (dal tedesco Widerstand), è un coefficiente adimensionale usato per misurare la resistenza aerodinamica di un corpo in moto in un fluido. Comprende, per un corpo generico, i contributi di due tipi di resistenza fluidodinamica: la resistenza di attrito e la resistenza di forma. Per un profilo aerodinamico, il coefficiente di resistenza include anche gli effetti di resistenza indotta e (in campo transonico e supersonico) di onda.
Il coefficiente di resistenza aerodinamica non è l'unico parametro per definire la resistenza aerodinamica di un qualsiasi corpo, indicando solo l'efficienza della forma, indipendentemente dalla dimensione. Infatti, a parità di coefficiente di resistenza aerodinamica, due corpi possono subire una maggiore o minore resistenza aerodinamica semplicemente per una sezione frontale maggiore o minore.

## Definizione
Il coefficiente di resistenza aerodinamica è definito come:
{\displaystyle C_{d}={\frac {D}{q_{0}S}}}
in cui:
- {\displaystyle C_{d}} è il coefficiente di resistenza aerodinamica
- {\displaystyle D} è la resistenza aerodinamica (dall'inglese Drag) (dimensionalmente una forza)
- {\displaystyle q_{0}} è la pressione dinamica del fluido indisturbato (lontano dal profilo)
- {\displaystyle S} è l'area di riferimento

## Applicazioni
Questo coefficiente viene preso di riferimento e utilizzato in vari ambiti, inoltre ne vennero derivati anche altri parametri ({\displaystyle SC_{x}}) che rendono il suo uso più pragmatico.

### Pratiche

Vari esempi di

È molto usato in tutti i problemi di fluidodinamica o aerodinamica di flussi esterni e trova applicazione sia in ambito aeronautico (in cui viene indicato con il simbolo {\displaystyle C_{D}}, dall'inglese drag, resistenza), sia in ambito automobilistico.
In ambito aeronautico il coefficiente viene utilizzato in particolare per definire la resistenza generata dal moto di un velivolo adimensionalizzata rispetto alla superficie alare o di un profilo alare usando, in tal caso, la corda del profilo come dimensione di riferimento.

Nel caso delle competizioni, come la Formula 1, il {\displaystyle C_{d}} è molto elevato (tra 0,7 e 1,1) a causa dei elementi alari che devono generare un'elevata deportanza, la quale è richiesta per ottenere la maggiore prestazione possibile.

### Esperimenti di fisica
Poiché tale coefficiente rappresenta l'entità dello scambio di forze dovute alla viscosità di un fluido, esso può essere utilizzato per calcolare la velocità limite di un corpo che si muove nel fluido stesso quando spinto da una forza.

Nel caso specifico di un corpo in caduta libera verso il centro di gravità, è quindi possibile derivare la sua velocità terminale di caduta  applicando l'equivalenza:
{\displaystyle v_{l}={\sqrt {\frac {2mg}{\rho SC_{d}}}}}
in cui:
- {\displaystyle v_{l}} è la velocità terminale di caduta
- {\displaystyle m} è la massa del corpo in caduta libera
- {\displaystyle g} è l'accelerazione gravitazionale, che nel caso della terra vale circa 9,81 m/s2
- {\displaystyle \rho } è la densità del fluido attraverso il quale l'oggetto si muove
- {\displaystyle S} è l'area della sezione di riferimento dell'oggetto ortogonale alla direzione del moto
- {\displaystyle C_{d}} è il coefficiente di resistenza aerodinamica.

### Superficie di resistenza aerodinamica
In ambito automobilistico e ciclistico viene spesso indicato anche la superficie di resistenza aerodinamica (in inglese "drag area").
Solitamente viene indicato con il simbolo {\displaystyle C_{d}A} o {\displaystyle C_{x}A} (in italiano può essere indicato come {\displaystyle SC_{x}}) e calcolato moltiplicando {\displaystyle C_{d}} per l'area della sezione di riferimento dell'oggetto ortogonale alla direzione del moto (sezione frontale del veicolo).
Si tratta di una misura che tramite il suo valore riesce a sintetizzare le capacità di fendere l'aria dei vari corpi, infatti maggiore è tale valore e maggiore sarà l'energia necessaria per raggiungere velocità maggiori, risultando molto comodo per un confronto rapido tra varie soluzioni di pari ambito, come due carrozzerie differenti per la medesima vettura o per determinare la potenza necessaria per il raggiungimento di determinate velocità di crociera su percorsi pianeggianti.

Questi parametri non sono normalmente disponibili, ma esistono appassionati che raccolgono le informazioni al riguardo e li rendono disponibili con banche dati pubblici.

## Dissipazione energetica

Velocità limite e forma oggetti

La resistenza aerodinamica riduce la velocità del corpo in moto e impone una dissipazione energetica. Consideriamo tre oggetti che precipitano con la stessa spinta gravitazionale e che abbiano tre diverse geometrie: cubo {\displaystyle C_{d}=1}, cubo inclinato {\displaystyle C_{d}=0,8} e sfera {\displaystyle C_{d}=0,4}. La velocità limite {\displaystyle v_{l}} risulterà maggiore per la sfera, che è l'oggetto con il valore più basso del coefficiente {\displaystyle C_{d}}.
Applicando la formula per il calcolo della potenza, possiamo ricavare la potenza dissipata P per effetto della forza esercitata dalla resistenza aerodinamica D durante la caduta di oggetti con diversa geometria:
{\displaystyle P=Du}
{\displaystyle P=C_{d}qSu={1 \over 2}C_{d}\rho Su^{3}}
Se l'oggetto ha un'area della sezione {\displaystyle S=0,01\ \mathrm {m^{2}} } e si muove nell'aria (densità 1,225 kg/m3) con una velocità costante {\displaystyle u=80\ \mathrm {km/h} }, la potenza dissipata è tabulata per le diverse geometrie nel Sistema Internazionale:
|                  | {\displaystyle C_{d}} | {\displaystyle P[W]} |
| ---------------- | --------------------- | -------------------- |
| Cubo             | 1,05                  | 70,5                 |
| Cubo inclinato   | 0,8                   | 53,7                 |
| Sfera            | 0,47                  | 31,6                 |
| Semisfera        | 0,42                  | 28,2                 |
| Cono             | 0,5                   | 33,6                 |
| Cilindro lungo   | 0,82                  | 55,1                 |
| Cilindro corto   | 1,15                  | 77,2                 |
| Corpo affusolato | 0,04                  | 2,7                  |